# La Nuit du 12
La Nuit du 12, titulada La noche del 12 en España y La noche del crimen en el resto de Hispanoamérica, es una película de drama y suspenso franco-belga de 2022 dirigida por Dominik Moll. Basada en historia de Pauline Guéna, se trata de varios sucesos e investigaciones a cargo de una brigada policial de un femicidio en una ciudad francesa.
La película fue ganadora de varios Premios César y recibió un total de 11 nominaciónes.

## Sinopsis
En la policía judicial, los investigadores se topan con un crimen que son incapaces de resolver y que se vuelve una obsesión para ellos. Para Yohan se trata del asesinato de Clara. Los interrogatorios comienzan a llevarse a cabo y no faltan sospechosos, pero las dudas de Yohan no dejan de crecer. Solo hay una certeza: el crimen se cometió en la noche del 12.

## Reparto
- Bastien Bouillon como Yohan Vivès
- Bouli Lanners como Marceau
- Anouk Grinberg como el juez a cargo de la investigación
- Pauline Serieys| como Stéphanie
- Mouna Soualem como Nadia
- Lula Cotton-Frapier como Clara Royer
- Théo Cholbi como Willy
- Johann Dionnet como Fred
- Thibault Evrard como Loïc
- Julien Frison como Boris
- Paul Jeanson como Jérôme
- Camille Rutherford como Nathalie Bardot
- Pierre Lottin como Vincent Caron

## Premios
* Fuente: Página de la película en IMDb. 
| Año  | Premio           | Categoría                | Persona                                       | Resultado |
| ---- | ---------------- | ------------------------ | --------------------------------------------- | --------- |
| 2023 | Premios César    | Mejor película           | -                                             | Ganador   |
| 2023 | Premios César    | Mejor dirección          | Dominik Moll                                  | Ganador   |
| 2023 | Premios César    | Mejor sonido             | Olivier Mortier, François Maurel y Luc Thomas | Ganador   |
| 2023 | Premios César    | Mejor guion adaptado     | Gilles Marchand y Dominik Moll                | Ganador   |
| 2023 | Premios César    | Mejor actor revelación   | Bastien Bouillon                              | Ganador   |
| 2023 | Premios César    | Mejor actor secundario   | Bouli Lanners                                 | Ganador   |
| 2023 | Premios César    | César de los Estudiantes | -                                             | Ganador   |
| 2023 | Premios César    | Mejor música original    | Olivier Marguerit                             | Nominado  |
| 2023 | Premios César    | Mejor fotografía         | Patrick Ghiringhelli                          | Nominado  |
| 2023 | Premios César    | Mejor montaje            | Laurent Rouan                                 | Nominado  |
| 2023 | Premios César    | Mejor decorado           | Michel Barthélémy                             | Nominado  |
| 2023 | Premios Lumières | Mejor película           | -                                             | Ganador   |
| 2023 | Premios Lumières | Mejor director           | Dominik Moll                                  | Nominado  |
| 2023 | Premios Lumières | Mejor guion              | Gilles Marchand y Dominik Moll                | Ganador   |
| 2023 | Premios Lumières | Mejor actor              | Bastien Bouillon                              | Nominado  |
| 2023 | Premios Lumières | Mejor imagen             | Patrick Ghiringhelli                          | Nominado  |
| 2023 | Premios Lumières | Mejor música             | Olivier Marguerit                             | Nominado  |